# Papízios
Papízios is een plaats (freguesia) in de Portugese gemeente Carregal do Sal en telt 758 inwoners (2001).